# Gregório (primo de Artabanes)

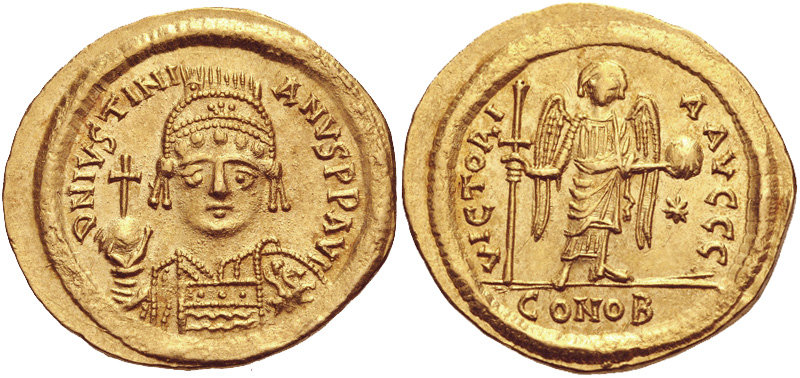
Soldo de Justiniano r.

Gregório (em latim: Gregorius) foi um oficial bizantino de origem armênia do século VI, que esteve ativo durante o reinado do imperador Justiniano (r. 527–565). Era um membro da dinastia arsácida da Armênia e primo do general imperial Artabanes. Os autores da Prosopografia do Império Romano Tardio consideram que, dada sua posição, fosse um homem espectável (uir spectabilis).
Gregório serviu na prefeitura pretoriana da África ao lado de Artabanes e esteve com ele em Cartago no começo de 546, quando o ultimo informou-lhe seus planos para assassinar o rebelde Guntárico, que em março do mesmo ano havia ordenado o assassinato do governador Areobindo. Procópio de Cesareia afirma que Gregório proferiu um discurso motivando Artabanes a dar seguimento em sua missão e na noite do assassinado, ocorrido num banquete realizado pelo próprio Guntárico, esteve presente.
No inverno de 546/7, fez parte do grupo de comandantes subordinados do general João Troglita que auxiliou-o em sua vitória decisiva contra os mouros do chefe Antalas. Segundo o panegirista Coripo, na batalha decisiva contra os mouros, estava posicionado entre Putzíntulo e Gisirido com tropas ibéricas, talvez armênias. É incerto qual posição ocupou neste confronto, mas os autores da Prosopografia deduzem que ainda fosse homem espectável.